# Moartea lui Fulger
Moartea lui Fulger este o poezie scrisă de George Coșbuc, publicată în 1893 în volumul Balade și idile. 